# Tabulová
Tabulová je národní přírodní rezervace ve správních územích obcí Bavory, Klentnice a Perná v okrese Břeclav v Jihomoravském kraji. Nachází se v chráněné krajinné oblasti Pálava.
Vyhlášena byla k ochraně souboru ekosystémů teplomilných doubrav, suťových lesů, skalní vegetace, úzkolistých suchých trávníků a povrchových krasových jevů. Na území rezervace se vyskytují vzácné a ohrožené druhy rostlin (např. hvozdík Lumnitzerův, koniklec velkokvětý, kosatec skalní písečný, šalvěj etiopská) a živočichů (např. kobylka sága, přástevník kostivalový).

## Historie
Vrcholová plošina Stolové hory byla osídlena od pravěku. Z místa pochází nálezy z období neolitu a únětické kultury. Ve střední době bronzové bylo na vrchu vybudováno hradiště osídlené příslušníky mohylových kultur a později velatické kultury. Z pozdní doby bronzové je doloženo také osídlení středodunajskou mohylovou kulturou. Z hradiště se dochoval nevýrazný val. Ve třináctém století byl na Růžovém vrchu postaven Sirotčí hrádek, příležitostně využívaný až do začátku šestnáctého století. Středověkou těžbu vápence připínají pozůstatky několika opuštěných lomů na jižní a západní straně Stolové hory.
Vlivem lidské činnosti došlo k téměř úplnému odlesnění, popřípadě se v lesích hospodařilo s krátkou dobou obmýtí a probíhala v nich pastva dobytka. Na pastvinách běžně rostl jalovec obecný, tis červený nebo borovice limba. V sedle mezi Stolovou horou a Růžovým vrchem byl vysázen dub zimní a od osmnáctého století byly vysazovány také nepůvodní druhy jako borovice černá nebo trnovník akát. Vrcholová plošina sloužila jako louka až do poloviny dvacátého století. Na svazích se pásl dobytek a ještě z první poloviny dvacátého století pochází doklady orby.
Chráněné území vyhlásilo Ministerstvo životního prostředí České republiky v kategorii národní přírodní rezervace s účinností od 1. srpna 2014, kdy nahradila starší přírodní rezervaci Tabulová, Růžový vrch a Kočičí kámen, byla na stejném místě vyhlášenou už v roce 1951. Roku 1988 byla rozdělena na tři samostatné státní přírodní rezervace, a ty byly roku 2000 znovu sjednoceny do jediného chráněného území pod původním názvem Tabulová, Růžový vrch a Kočičí kámen.

## Přírodní poměry
Národní přírodní rezervace s rozlohou 108,38 hektaru leží v katastrálních územích obcí Bavory, Klentnice a Perná. Nachází se na území chráněné krajinné oblasti Pálava, ptačí oblasti Pálava a překrývá se s evropsky významnou lokalitou Stolová hora.

### Abiotické poměry
Geologické podloží tvoří ernstbrunnské vápence překryté hlinitokamenitými sedimenty a místy spraší. V sedle mezi Stolovou horou a Růžovým vrchem vystupují na povrch slínovce klentnických vrstev. Převládajícím půdním typem jsou rendziny, ale lokálně se objevují ilimerizované černozemě a hnědozemě.
V geomorfologickém členění Česka rezervace leží v celku Mikulovská vrchovina, podcelku a stejnojmenném okrsku Pavlovské vrchy. Dominantním útvarem je Stolová hora (459 metrů), jejíž vrcholová plošina je pozůstatkem denudačního povrchu ze středního miocénu. Na severu z ní vystupuje hřbet Růžového vrchu (436 metrů). Vápence v jeho vrcholové části jsou silně zkrasovatělé – vyskytují se zde závrty, krasová okna, škrapy a drobné jeskyně.
V rámci Quittovy klasifikace podnebí se národní přírodní rezervace nachází v teplé oblastí T4, pro kterou jsou typické průměrné teploty −2 až −3 °C v lednu a 19–20 °C v červenci. Roční úhrn srážek dosahuje 650 milimetrů. Mrazových dnů bývá 100–110, zatímco letních dnů šedesát až sedmdesát.

### Flóra
Na severním a na úpatí západního svahu roste les charakteru dubohabřin s převládajícím jasanem ztepilým (Fraxinus excelsior) a dubem letním (Quercus robur). Mezi vystupujícími vápencovými blavany na jihozápadním svahu se nachází skalní stepi s lipnicí bádenskou (Poa badensis), zatímco na jižním svahu je častější ostřice nízká (Carex humilis) s hvězdnicí zlatovlásek (Aster linosyris). Ve skalních štěrbinách na západě roste pionýrské společenstvo s kostřavou sivou (Festuca pallens), pěchavou vápnomilnou (Sesleria caerulea) a tařicí skalní (Aurinia saxatilis). V drnové stepi na vrcholové plošině roste kostřava walliská (Fectuca valesiaca), ale louky postupně zarůstají ovsíkem vyvýšeným (Arrhenatherum elatius). Dolní části západního a jižního svahu pokrývají luční stepi s válečkou prapořitou (Brachypodium pinnatum) a kozincem rakouským (Astragalus austriacus). Člověkem silně ovlivněný lesní porost s jasanem ztepilým a trnovníkem akátem má v bylinném patře silnou populaci sněženky podsněžníku (Galanthus nivalis).
Z celkem 41 druhů zvláště chráněných rostlin jsou význačné silně a kriticky ohrožené druhy, ke kterým na skálách a kamenitých svazích patří hvozdík Lumnitzerův (Dianthus lumnitzeri). Na skalních stepích roste koniklec velkokvětý (Pulsatilla grandis) a kosatec skalní písečný (Iris humilis subsp. arenaria). Na širokolistých stepních trávnících se vyskytuje slabá populace podzimky obecné (Scorzoneroides autumnalis) a na úzkolistých suchých trávnících roste rožec Tenoreův (Cerastium tenoreanum) nebo šalvěj etiopská (Salvia aethiopis).

### Fauna
V rezervaci se vyskytuje 53 zvláště chráněných druhů živočichů. K význačným druhům hmyzu patří motýl bourovec trnkový (Eriogaster catax), vzácně kobylka sága (Saga pedo), pěnice vlašská (Sylvia nisoria), ploskoroh pestrý (Libelloides macaronius), přástevník kostivalový (Euplagia quadripunctaria), roháč obecný (Lucanus cervus), pavouk stepník rudý (Eresus kollari), střevlík uherský (Carabus hungaricus) a žahalka žlutá (Scolia hirta). Dalším kriticky ohroženým druhem na lokalitě je kudlanka nábožná (Mantis religiosa).
Z ptáků se vyskytují výr velký (Bubo bubo), strnad luční (Emberiza calandra), dudek chocholatý (Upupa epops), ťuhýk obecný (Lanius collurio), pěnice hnědokřídlá (Sylvia communis), sedmihlásek hajní (Hippolais icterina), hrdlička divoká (Streptopelia turtur), slavík obecný (Luscinia megarhynchos), bramborníček černohlavý (Saxicola rubicola) nebo zedníček skalní (Tichodroma muraria). Vzácně se v rezervaci objevuje užovka hladká (Coronella austriaca) a ještěrka zelená (Lacerta viridis).

## Ochrana přírody
Předmětem ochrany je soubor ekosystémů, z nichž největší rozlohu zaujímají úzkolisté suché trávníky (27 % rozlohy) a suťové lesy (15 % rozlohy) na strmých svazích. Přibližně po jednom procentu rozlohy zaujímají bazifilní vegetace efemér a sukulentů, skalní vegetace s kostřavou sivou, pohyblivé sutě karbonátových hornin a štěrbinová vegetace vápnitých skal a drolin. Součástí předmětu ochrany jsou druhy rostlin (hvozdík Lumnitzerův, koniklec velkokvětý, kosatec skalní písečný, pampeliška podzimní, rožec Tenoreův a šalvěj etiopská) a živočichů (bourovec trnkový, kobylka sága, pěnice vlašská, ploskoroh pestrý, přástevník kostivalový, roháč obecný, stepník rudý a střevlík uherský.
K cílům ochrany přírody patří zachování charakteristických biotopů, ochrana a zvýšení biodiverzity, omezení nevhodných lidských zásahů spojená s obnovou autoregulačních funkcí přírody a obnova narušených částí území. Turistické aktivity by měly být usměrněny, aby nedocházelo ke střetům s ochranou přírody.

## Přístup
Území národní přírodní rezervace je přístupné sítí turisticky značených tras. Směrem od severu k jihu územím vede z Klentnice červeně značená trasa, ze které u Sirotčího hrádku odbočuje žlutě značená trasa. V sedle pod hradem vedou obě trasy souběžně a žlutě značená trasa dále pokračuje po západním okraji vrcholové plošiny Stolové hory. Z Perné vede zeleně značená trasa do Klentnice a jiná zeleně značená trasa začíná spojuje Bavory s rozcestím Pod Tabulovou horou v jižní části rezervace. Krátká žlutě značená cesta vede podél západního okraje rezervace a spojuje oba zeleně značené úseky.